# Minnesota Vikings 2021
La stagione 2021 dei Minnesota Vikings è stata la 61ª della franchigia nella National Football League, la 6ª giocata allo U.S. Bank Stadium e la 8ª e ultima con Mike Zimmer come capo allenatore. La squadra terminò con un record di 8-9, portando al licenziamento di Zimmer e del general manager Rick Spielman.

## Scelte nel Draft 2021
| Draft NFL 2021   |                  |                                      |                                      |                                      |                           |
| Ordine del Draft | Ordine del Draft | Giocatore                            | Ruolo                                | College                              | Note                      |
| Giro             | Scelta           | Giocatore                            | Ruolo                                | College                              | Note                      |
| 1                | 14               | Scambiata con i New York Jets        | Scambiata con i New York Jets        | Scambiata con i New York Jets        |                           |
| 1                | 23               | Christian Darrisaw                   | OT                                   | Virginia Tech                        | Dai Seahawks via Jets     |
| 2                | 45               | Scambiata con i Jacksonville Jaguars | Scambiata con i Jacksonville Jaguars | Scambiata con i Jacksonville Jaguars |                           |
| 3                | 66               | Kellen Mond                          | QB                                   | Texas A&M                            | Dai Jets                  |
| 3                | 78               | Chazz Surratt                        | LB                                   | North Carolina                       |                           |
| 3                | 86               | Wyatt Davis                          | OG                                   | Ohio State                           | Dai Jets                  |
| 3                | 90               | Patrick Jones II                     | DE                                   | Pittsburgh                           | Dai Ravens                |
| 4                | 119              | Kene Nwangwu                         | RB                                   | Iowa State                           |                           |
| 4                | 125              | Camryn Bynum                         | CB                                   | California                           | Dai Bears                 |
| 4                | 134              | Janarius Robinson                    | DE                                   | Florida State                        | Dai Bills                 |
| 4                | 143              | Scambiata con i New York Jets        | Scambiata con i New York Jets        | Scambiata con i New York Jets        | Compensatoria             |
| 5                | 157              | Ihmir Smith-Marsette                 | WR                                   | Iowa                                 |                           |
| 5                | 168              | Zach Davidson                        | TE                                   | Central Missouri                     | Dagli Steelers via Ravens |
| 6                | 199              | Jaylen Twyman                        | DT                                   | Pittsburgh                           |                           |
| 6                | 223              | Scambiata con gli Arizona Cardinals  | Scambiata con gli Arizona Cardinals  | Scambiata con gli Arizona Cardinals  | Compensatoria             |
| 7                | —                | Rinuncia alla scelta                 | Rinuncia alla scelta                 | Rinuncia alla scelta                 |                           |

## Roster
| Roster dei Minnesota Vikings nel 2021 |
| --- |
| Quarterback - 8 Kirk Cousins - 11 Kellen Mond Running Back - 33 Dalvin Cook - 30 C.J. Ham FB - 25 Alexander Mattison Wide Receiver - 18 Justin Jefferson - 17 K.J. Osborn RS - 15 Ihmir Smith-Marsette - 19 Adam Thielen - 12 Dede Westbrook Tight End - 83 Tyler Conklin - 86 Brandon Dillon - 82 Ben Ellefson - 89 Chris Herndon Offensive Linemen - 56 Garrett Bradbury C - 64 Blake Brandel T - 72 Ezra Cleveland G - 52 Mason Cole C - 71 Christian Darrisaw T - 51 Wyatt Davis G - 69 Rashod Hill T - 75 Brian O'Neill T - 74 Oli Udoh T Defensive Linemen - 97 Everson Griffen DE - 99 Danielle Hunter DE - 93 Patrick Jones II DE - 92 James Lynch DT - 58 Michael Pierce DT - 90 Sheldon Richardson DT - 94 Dalvin Tomlinson DT - 96 Armon Watts DT - 91 Stephen Weatherly DE - 98 D.J. Wonnum DE Linebacker - 55 Anthony Barr OLB - 57 Ryan Connelly OLB - 45 Troy Dye MLB - 54 Eric Kendricks MLB - 48 Blake Lynch OLB - 41 Chazz Surratt OLB - 59 Nick Vigil OLB Defensive Back - 24 Mackensie Alexander CB - 29 Kris Boyd CB - 21 Bashaud Breeland CB - 43 Camryn Bynum S - 27 Cameron Dantzler CB - 20 Harrison Hand CB - 44 Josh Metellus S - 7 Patrick Peterson CB - 22 Harrison Smith SS - 23 Xavier Woods FS Special Team - 3 Jordan Berry P - 42 Andrew DePaola LS - 1 Greg Joseph K Lista delle riserve - 12 Chad Beebe WR (IR) - 85 Dan Chisena WR (IR) - 81 Bisi Johnson WR (IR) - 26 Kene Nwangwu RB (IR) - 95 Janarius Robinson DE (IR) - 73 Dru Samia G (IR) - 66 Jordon Scott DT (IR) - 84 Irv Smith Jr. TE (IR) - 76 Jaylen Twyman DT (NF-Inj.) Squadra di allenamento - 31 Ameer Abdullah RB - 65 Zack Bailey G - 34 Jake Bargas FB - 47 Tuf Borland OLB - 40 Zach Davidson TE - 46 Myles Dorn S - 78 Dakota Dozier G - 68 Kyle Hinton G - 9 Trishton Jackson WR - 14 Sean Mannion QB - 87 Myron Mitchell WR - 39 Parry Nickerson CB - 16 Whop Philyor WR - 36 A.J. Rose RB - 5 Tye Smith CB - 79 Kenny Willekes DE 53 attivi, 9 inattivi, 16 nella squadra di allenamento |
| Legenda - I rookie sono in corsivo. - Il primo ruolo è il principale mentre gli eventuali successivi indicano i ruoli secondari. - (IR) sta per Injured Reserve ed indica la lista ristretta per un solo giocatore infortunato che può tornare ad allenarsi dopo la settimana 6 e a rientrare in prima squadra dopo che questa ha giocato 8 partite. - (NF-Inj.) / (NF-Ill.) stanno rispettivamente per Non-Football Injured e Non-Football Illness ed indicano le liste dove viene inserito un giocatore che ha un infortunio o una malattia non dipendente dal football americano. - (PUP) sta per Physically Unable to Perform ed indica la lista dove viene inserito un giocatore mentre è in attesa di recuperare la condizione fisica. Nella stagione regolare dopo la sesta partita giocata dalla propria squadra, il giocatore ha tempo tre settimane per riprendere ad allenarsi, più tre settimane aggiuntive dal suo rientro agli allenamenti per rientrare in prima squadra. |

## Calendario
| Stagione regolare |                    |                         |                    |                    |                         |                    |                    |
| Turno             | Data               | Avversario              | Risultato          | Record             | Stadio                  | Pubblico           | Sintesi            |
| 1                 | 12 settembre       | at Cincinnati Bengals   | S 24−27 (dts)      | 0−1                | Paul Brown Stadium      | 56,525             | Recap              |
| 2                 | 19 settembre       | at Arizona Cardinals    | S 33−34            | 0–2                | State Farm Stadium      | 60,115             | Recap              |
| 3                 | 26 settembre       | Seattle Seahawks        | V 30–17            | 1–2                | U.S. Bank Stadium       | 66,729             | Recap              |
| 4                 | 3 ottobre          | Cleveland Browns        | S 7–14             | 1–3                | U.S. Bank Stadium       | 66,703             | Recap              |
| 5                 | 10 ottobre         | Detroit Lions           | V 19–17            | 2–3                | U.S. Bank Stadium       | 66,538             | Recap              |
| 6                 | 17 ottobre         | at Carolina Panthers    | V 34–28 (dts)      | 3–3                | Bank of America Stadium | 72,104             | Recap              |
| 7                 | Settimana di pausa | Settimana di pausa      | Settimana di pausa | Settimana di pausa | Settimana di pausa      | Settimana di pausa | Settimana di pausa |
| 8                 | 31 ottobre         | Dallas Cowboys          | S 16–20            | 3–4                | U.S. Bank Stadium       | 66,633             | Recap              |
| 9                 | 7 novembre         | at Baltimore Ravens     | S 31–34 (dts)      | 3–5                | M&T Bank Stadium        | 70,599             | Recap              |
| 10                | 14 novembre        | at Los Angeles Chargers | V 27–20            | 4–5                | SoFi Stadium            | 70,240             | Recap              |
| 11                | 21 novembre        | Green Bay Packers       | V 34–31            | 5–5                | U.S. Bank Stadium       | 66,959             | Recap              |
| 12                | 28 novembre        | at San Francisco 49ers  | S 26–34            | 5–6                | Levi's Stadium          | 71,493             | Recap              |
| 13                | 5 dicembre         | at Detroit Lions        | S 27–29            | 5–7                | Ford Field              | 45,691             | Recap              |
| 14                | 9 dicembre         | Pittsburgh Steelers     | V 36–28            | 6–7                | U.S. Bank Stadium       | 66,718             | Recap              |
| 15                | 20 dicembre        | at Chicago Bears        | V 17–9             | 7–7                | Soldier Field           | 60,082             | Recap              |
| 16                | 26 dicembre        | Los Angeles Rams        | S 23–30            | 7–8                | U.S. Bank Stadium       | 66,708             | Recap              |
| 17                | 2 gennaio          | at Green Bay Packers    | S 10–37            | 7–9                | Lambeau Field           | 77,832             | Recap              |
| 18                | 9 gennaio          | Chicago Bears           | V 31–17            | 8–9                | U.S. Bank Stadium       | 66,625             | Recap              |

Note: gli avversari della propria division sono in grassetto.

## Premi

### Premi settimanali e mensili
- Kene Nwangwu

giocatore degli special team della NFC della settimana 9
- Justin Jefferson

giocatore offensivo della NFC della settimana 11
giocatore offensivo della NFC del mese di novembre
- Dalvin Cook

running back della settimana 14